# Rheinfelden (Argovia)
Rheinfelden es una ciudad y comuna suiza del cantón de Argovia, capital del distrito de Rheinfelden. Limita al norte con las comunas alemanas de Rheinfelden y Schwörstadt (en Baden-Wurttemberg), al este con Möhlin, al sur con Magden y Olsberg, y al suroeste con Kaiseraugst.

## Historia

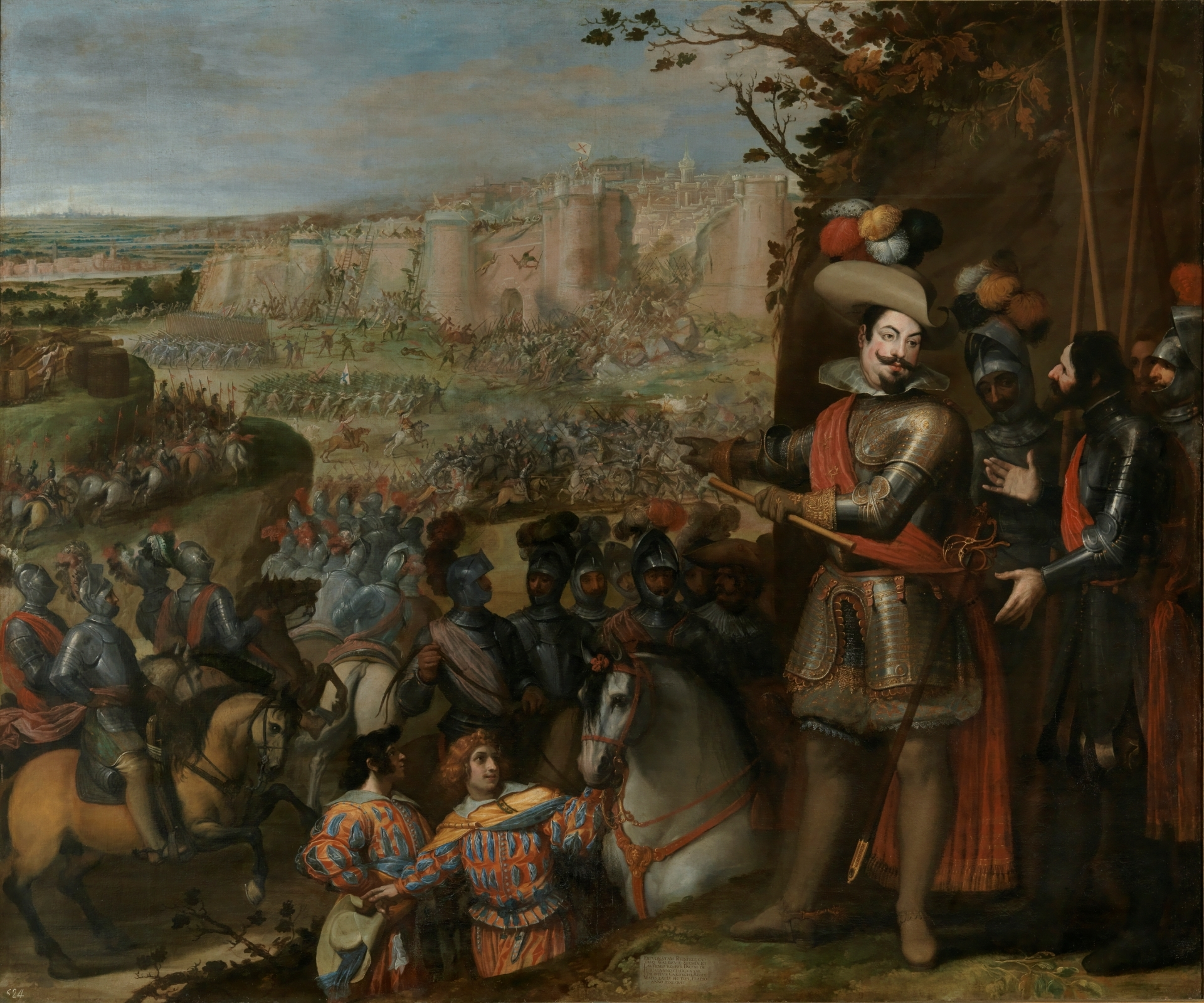
La expugnación de Rheinfelden, por Vicente Carducho, obra que describe un episodio protagonizado en 1633 por los tercios españoles durante la guerra de los Treinta Años.

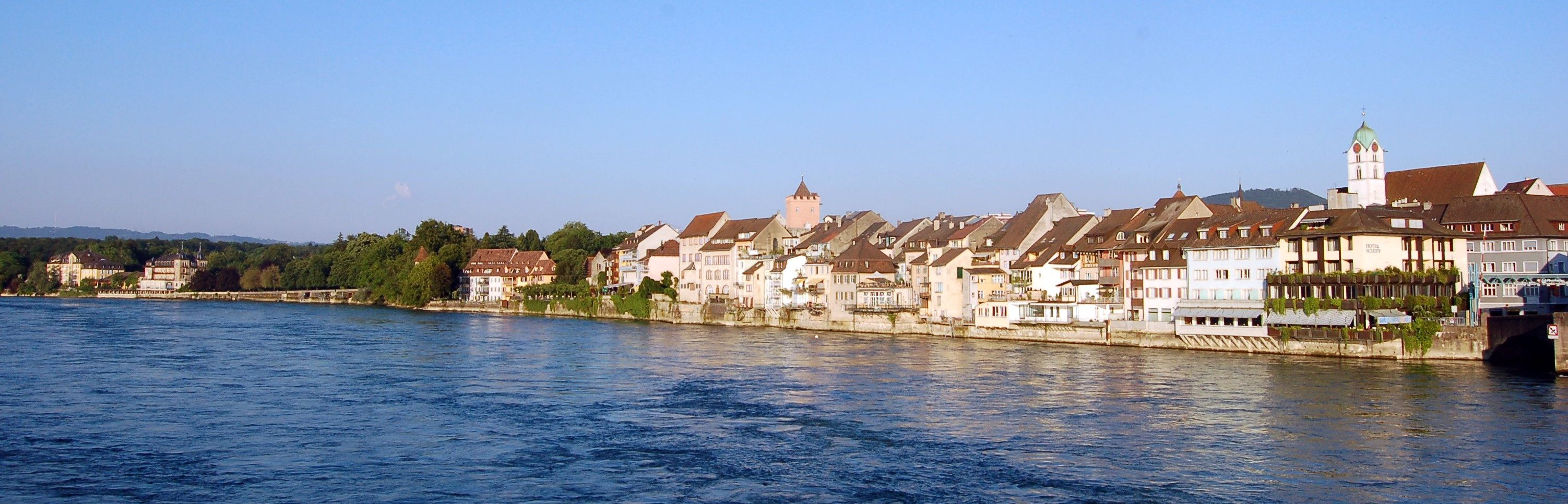
Vista de la villa en 2006

Rheinfelden perteneció durante la Edad Media a la casa de los Hohenstaufen, posteriormente fue Ciudad imperial libre y en 1330 pasó a posesión de la Casa de Habsburgo. 
En 1633, durante la guerra de los 30 años las tropas españolas recuperaron la ciudad tomada por los suecos tras el sitio de Rheinfelden. 
Los franceses, al mando de los duques Enrique II de Rohan y Bernardo de Sajonia-Weimar, así como los Imperiales, bajo las órdenes de Johann von Werth, libraron dos combates en 1638. En el primero, Johann von Werth ganó y el duque de Rohan fue herido mortalmente. En el segundo, Johann von Werth fue vencido y hecho prisionero (batalla de Rheinfelden). 
Los Imperiales serían nuevamente derrotados por François de Créquy en 1678. En 1744, durante la guerra de sucesión austríaca, la ciudad fue tomada y desmantelada su fortaleza por los franceses.